# الولادة في الماء

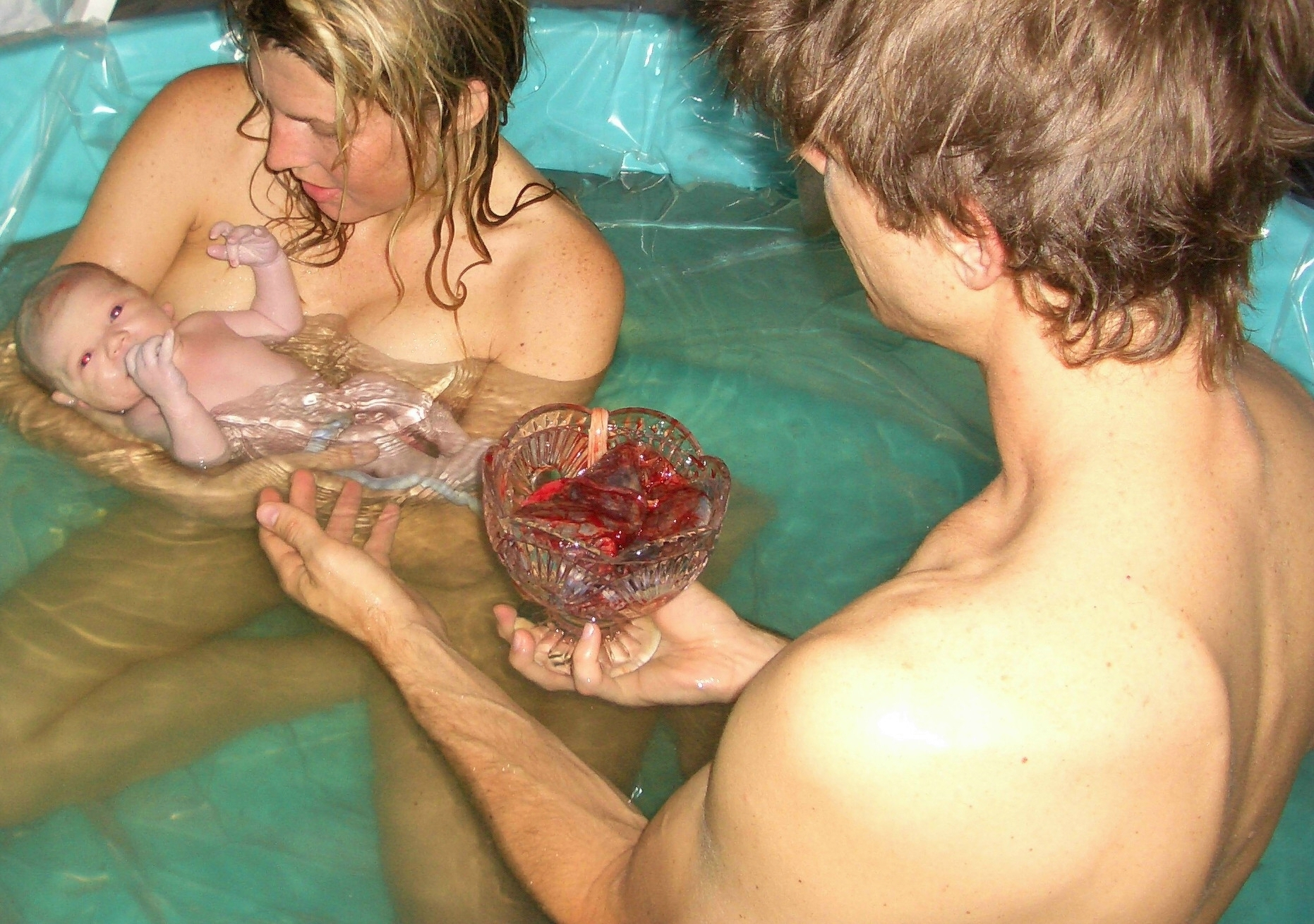

الولادة في الماء هي الولادة الذي تحدث في الماء. يعتقد المؤيدين أن الولادة في المياه تكون تجربة أكثر استرخاء، أقل إيلاما وهي تروج للولادة تحت رعاية طبيب التوليد. يقول النقاد إن سلامة الولادة في الماء لم تثبت علميا وأن مجموعة واسعة من النتائج الوليدية السلبية تم توثيقها،  بما في ذلك زيادة العدوى للأم والطفل، وإمكانية غرق الرضع. وجدت مراجعة كوكرين لعام 2009 أدلة أن الغمر في المياه في المراحل الأولى من الحياة يؤدي إلى تقليل مخدر فوق الجافية وبعض الآثار السلبية ولكن المعلومات غير كافية بخصوص الولادة في الماء. أصدرت منظمات الآباء والأطفال، والولادة تصريحات تدعم وتنتقد الولادة في الماء .

## الفوائد
تم تقديم تقارير على نطاق واسع أن الغمر أثناء المرحلة الأولى من الولادة يقلل من آلام المخاض. ظهرت نظريات مختلفة عن سبب الحد من الألم وتشمل الاقتراحات أن الأم تكون في وضع مريح أكثر وأن دفء المياه قد ينتج عنه تأثير مهدئ. وقد تبين أن الغمر يؤدي إلى تقليل إطلاق العديد من هرمونات المتعلقة بالتوتر والقلق. أظهرت دراسة عام 2014 أن الغمر خلال المرحلة الأولى من المخاض مناسب ومريح، وليس له آثار جانبية. لا يستلزم طبيب التخدير، وليس هناك خطر من الصدمة أو مضاعفات التخدير. وهكذا، الغمر بالماء أثناء المخاض هو الأسلوب الأمثل نسبيا لتوفير تسكين الألم أثناء المخاض ".
توفر الولادة في الماء دعم لعجان الأم في الولادة، مما يقلل من خطر التمزق ويقلل من استخدام بضع المهبل. وجدت مراجعة كوكرين أن الغمر أثناء المرحلة الأولى من الولادة يقلل من استخدام تخدير فوق الجافية، على الرغم من أنه لا يمكن التوصل إلى أي استنتاجات أخرى لمراحل أخرى من المخاض أو النتائج وغيرها كما انه ليس لديها ما يكفي من المعلومات لتقديم أي استنتاجات بشأن ولادة كاملة في الماء. لم يتم إيجاد دليل على زيادة الآثار الضائرة للغمر خلال المراحل الأولى من المخاض.
أفادت دراسة عام 2014 أن الغمر في الماء خلال المرحلة الأولى من المخاض يمكن أن تقلل من طول المرحلة الأولى، والحد من ألم المخاض، واستخدام تخدير فوق الجافية (الشوكي). كما انه يرتبط مع انخفاض حالات الولادة القيصرية وسلس البول التوتري وأعراض الإجهاد 42 يوما بعد الولادة. أفادت الدراسة أن الغمر أثناء المخاض لم يُظهر أي زيادة لمعدل الإصابات للأم أو للطفل، وكان حرز أبغار (تقييم الحالة الصحية للأطفال حديثي الولادة بعد الولادة مباشرة) مماثل لتقييم حالات الولادات التقليدية.

## المخاطر والمخاوف
أصدرت الكلية الملكية البريطانية لأطباء التوليد وأمراض النساء والكلية الملكية للقابلات بيان مشترك يدعم الولادة في الماء للنساء ذوي الحمل الصحي غير المعقد ولكنه غير موصى به في حال حدوث مضاعفات.
أصدرت لجنة الجنين والوليد الأكاديمية الأمريكية لطب الأطفال في تعقيب عام 2005 تحليل الأدبيات العلمية بشأن الولادة في الماء. وأشارت اللجنة إلى العديد من الدراسات الإيجابية للولادة تحت الماء لكنها انحازت لانتقادها لافتقارها الضوابط العلمية السليمة، فإن عددا كبيرا من الوفيات والأمراض الرضع، ونقص عام في المعلومات لدعم استخدام الولادة في الماء. وخلصت الصحيفة إلى:
- لم تثبت سلامة وفعالية الولادة تحت الماء للمولود. ليس هناك دليل مقنع على فائدة لحديثي الولادة ولكن هناك قلق من حدوث ضرر جسيم. ولذلك، ينبغي إجراء تجارب الولادة في الماء والتي لا ينبغي أن تؤدى إلا في سياق تجربة منضبطة معشاة مصممة بشكل مناسب بعد موافقة الوالدين وهم واعيين.

تلقت الأكاديمية الأمريكية لطب الأطفال رسائل عديدة ردا على البيان، العديد يدعمون بقوة الولادة في الماء ويدعون وجود فوائد كثيرة لها وحد أدنى من المخاطر لكلا من الوالدين والطفل، وانتقدوا الأكاديمية الأمريكية لطب الأطفال لعدم نشر دراسات إيجابية عن هذه الممارسة. ردا على ذلك، أشار أحد معدي البيان أن الادعاءات التي لا أساس لها وتعتمد فقط على الأدلة القولية، مع عدم وجود تجارب منضبطة معشاة التي من شأنها أن تسمح للتقييم استنادا إلى الأدلة من سلامة وفوائد الولادة في الماء. استحث الكاتب أنصار الولادة في الماء إقامة محاكمة بحيث يمكن الإجابة على هذا السؤال. أشار رئيس تحرير مجلة طب الأطفال، حيث تم نشر التعقيب، أنه لا يوجد مثل هذه المحاكمات قد قُدمت في أي وقت مضى إلى المجلة، التي كان لها سياسة ضد نشر المقالات التي لا تستند إلى أدلة علمية. وخلص الرد إلى «لم أتلق أي تعليقات على أساس علمي من المجموعات التي يستشهد في رسالتكم، ونحن لا يمكننا نشر حرف واحد، استنادا إلى الآراء التي نتلقاها فقط».